# Schreibweise (Literaturwissenschaft)
Als Schreibweise im engeren Sinn wird in der Literaturwissenschaft eine Epochen und Kulturen übergreifende Gruppierung von Texten genannt im Gegensatz zu den historisch und kulturell gebundenen Gattungen. Als primäre Schreibweisen gelten dabei solche, die direkt einer kommunikativen Grundsituation entsprechen, etwa die erzählende bzw. berichtende Schreibweise (das Narrative) oder die dramatische Schreibweise (das Dramatische). Zum Beispiel sind die griechische Tragödie und das bürgerliche Trauerspiel historisch und kulturell zugeordnete Gattungen, das Dramatische versucht, von diesen historischen und kulturellen Gebundenheiten abstrahierend das Gemeinsame dieser Formen zu erfassen und zu beschreiben. Als sekundäre Schreibweisen werden solche bezeichnet, die von einem kommunikativen Kontext unabhängig sind, wie etwas das Komische oder das Satirische.
Die Differenzierung ahistorisch versus historisch ist neueren Datums. Für die Poetiken von der Antike (Aristoteles) bis in die Neuzeit galten die Grundformen der Dichtung als überzeitlich. Bei Goethe dann finden wir die Unterscheidung der überzeitlichen „Naturformen“ Epos, Drama und Lyrik und im Gegensatz dazu die historischem Wandel unterworfenen „Dichtarten“. 
Die entsprechenden Begriffsbildungen Schreibweise versus Gattung fanden in der deutschen Literaturwissenschaft ab Mitte des 20. Jahrhunderts statt. Es gab zwar Richtungen, welche die Annahme transhistorischer Invarianten ablehnten, dem Strukturalismus nahestehende Gattungstheoretiker konnten aber darauf verweisen, dass jeder rein historisch orientierte Ansatz in dem Augenblick, in dem er zum Beispiel andere Formen als die Komödie als komisch charakterisiert, das Komische impliziert und  diachrone Begrifflichkeiten solcherart kaum zu vermeiden sind. 
Der Unterscheidung Schreibweise versus Gattung wurde 1972 und 1973 von Klaus W. Hempfer formuliert. Sie entspricht der französischen Unterscheidung nach Gérard Genette zwischen mode (Schreibweise) und genre (Gattung). Dabei ist zu beachten, dass Schreibweise im Sinne Hempfers nicht einfach ein überhistorischer Oberbegriff von Gattung ist: Gattungen können eine oder mehrere Schreibweisen historisch realisieren (zum Beispiel die Komödie), müssen es aber nicht (zum Beispiel metrisch bestimmte Formen wie das Sonett).
Weitere ähnliche bzw. konkurrierende Begriffsbildungen wurden vorgeschlagen von:
- Ulrich Gaier, der in der Schreibart der Satire sowohl historische als auch überhistorische Gesichtspunkte unterschied,[3]
- Dieter Lamping[4] und Rüdiger Zymner[5] unterschieden systematische Schreibweisen (zum Beispiel Manierismus) gegenüber historischen Schreibweisen (zum Beispiel Preziosität),
- Harald Fricke unterschied überzeitliche Schreibweisen und deren historische Realisierung in Schreibgenres und erweiterte die Anwendung der Begrifflichkeiten über die Literatur hinaus auf andere Künste (Gestaltungsweisen bzw. Gestaltungsgenres).[6][7]
- und in ähnlicher Richtung die Begriffe erweiternd haben Theodor Verweyen und Gunther Witting medienübergreifende Schreibweisen als Verfahren bezeichnet.[8][9]

Als Schreibweise im weiteren Sinn wird in Anlehnung an den von Roland Barthes geprägten Begriff der écriture die Gesamtheit der stilistischen und rhetorischen Merkmal eines Textes bezeichnet, die für dessen Form-Inhalt-Beziehung konstituierend sind. Es wird dabei mit einer oft gewollten Unschärfe beispielsweise von „dokumentarischer“, „harter“, „weiblicher“, „realistischer“, „symbolischer“ etc. „Schreibweise“ gesprochen.